# Romuald Romualdowitsch Iodko

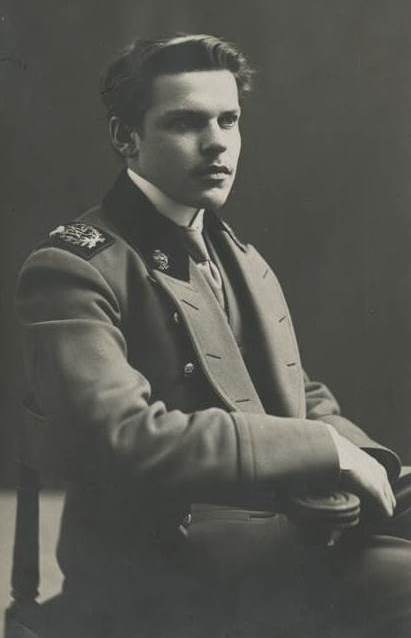
Romuald Romualdowitsch Iodko (1916)

Romuald Romualdowitsch Iodko (russisch Ромуальд Ромуальдович Иодко; * 21. Novemberjul. / 3. Dezember 1894greg. in Sluzk; † 13. November 1974 in Moskau) war ein russisch-sowjetischer Bildhauer und Hochschullehrer.

## Leben
Iodko stammte aus einer litauisch-polnischen evangelisch-reformierten Familie. Sein Großvater mütterlicherseits Adam Dik war Organist der evangelischen Kirche in Sluzk. Der Großvater väterlicherseits R. R. Iodko war Organist am Moskauer Konservatorium, Orgelbauer für das Konservatorium und Moskauer nicht-russisch-orthodoxe Kirchen, Mitglied der Gesellschaft der Musik-Theorie-Bibliothek und einer der Gründer der Wissenschaftlichen Tanejew-Musik-Bibliothek des Konservatoriums. Iodko hatte drei Brüder und eine Schwester.
Iodko besuchte das Gymnasium in Sluzk (Abschluss 1912), wo er Russisch, Latein, Griechisch, Französisch und Deutsch lernte. Dazu lernte er Polnisch, Litauisch, Belarussisch und Esperanto. Er freundete sich mit den Konservatoriumsprofessoren Alexander Goldenweiser und Alexander Goedicke an. 1912 begann er in Moskau das Studium an der Kaiserlichen Zentralen Stroganow-Kunst-Gewerbe-Schule bei Nikolai Andrejew und Sergei Aljoschin. Während des Ersten Weltkriegs arbeitete er neben dem Studium in einem Hospital für schwerverwundete Soldaten und organisierte während der Oktoberrevolution die Erste Hilfe in einem Wohnhaus nahe dem Kreml, als das Wohnviertel von Junkern im Kreml beschossen wurde. 1917–1918 schuf er zwei Sportler-Skulpturen, die vor dem neuen Sportinstitut aufgestellt wurden. Gegründet worden war das Institut unter Beteiligung von Iodko von dem Volkskommissar für Bildung der RSFSR Anatoli Lunatscharski, den Iodko 1918 kennengelernt hatte, und dem Volkskommissar für Gesundheitswesen Nikolai Semaschko. 1918 schloss Iodko das Studium als Bildhauer und Zeichenlehrer ab.
Im Bürgerkrieg trat Iodko 1919 freiwillig in die Rote Armee ein und diente nach Ausbildungskursen in Rostow am Don und dann in Moskau. Als begabter Künstler wurde er 1921 zum weiteren Studium an die Höheren Künstlerisch-Technischen Werkstätten (WChUTEMAS) geschickt. Dort studierte er bis 1925 bei Boris Koroljow und Nikolai Andrejew, die Schüler Sergei Wolnuchins waren. Iodko arbeitete mit Holz, Knochen, Horn, Leder, Steinen und Muscheln.
1922 interessierte sich Iodko für das Werk Isadora Duncans, die 1921 von Lunatscharski nach Moskau zur Gründung einer Tanzschule eingeladen worden war und 1922 den Dichter Sergei Jessenin heiratete. Auf Bitten Lunatscharskis schuf Iodko 1924 eine Porträt-Skulptur Duncans, für die sie mehrmals Modell stand und die 1925 auf der Ausstellung der Nachrichtenagentur ROSTA zu sehen war.
Ab 1925 lehrte Iodko am Lehrstuhl für Methodik und Pädagogik der Bildhauerei der WChUTEMAS, die 1927 das Moskauer WChUTEIN wurden. 1926 schuf er eine Büste Maxim Gorkis. 1930 wurde er Dozent und Leiter des Lehrstuhls für Bildhauerei des Moskauer Architektur-Instituts (MARChI). 1937 wechselte er in das Moskauer Kunstinstitut und war Dekan der Fakultät für Bildhauerei (bis 1948, als das Institut nach Wassili Surikow benannt wurde).

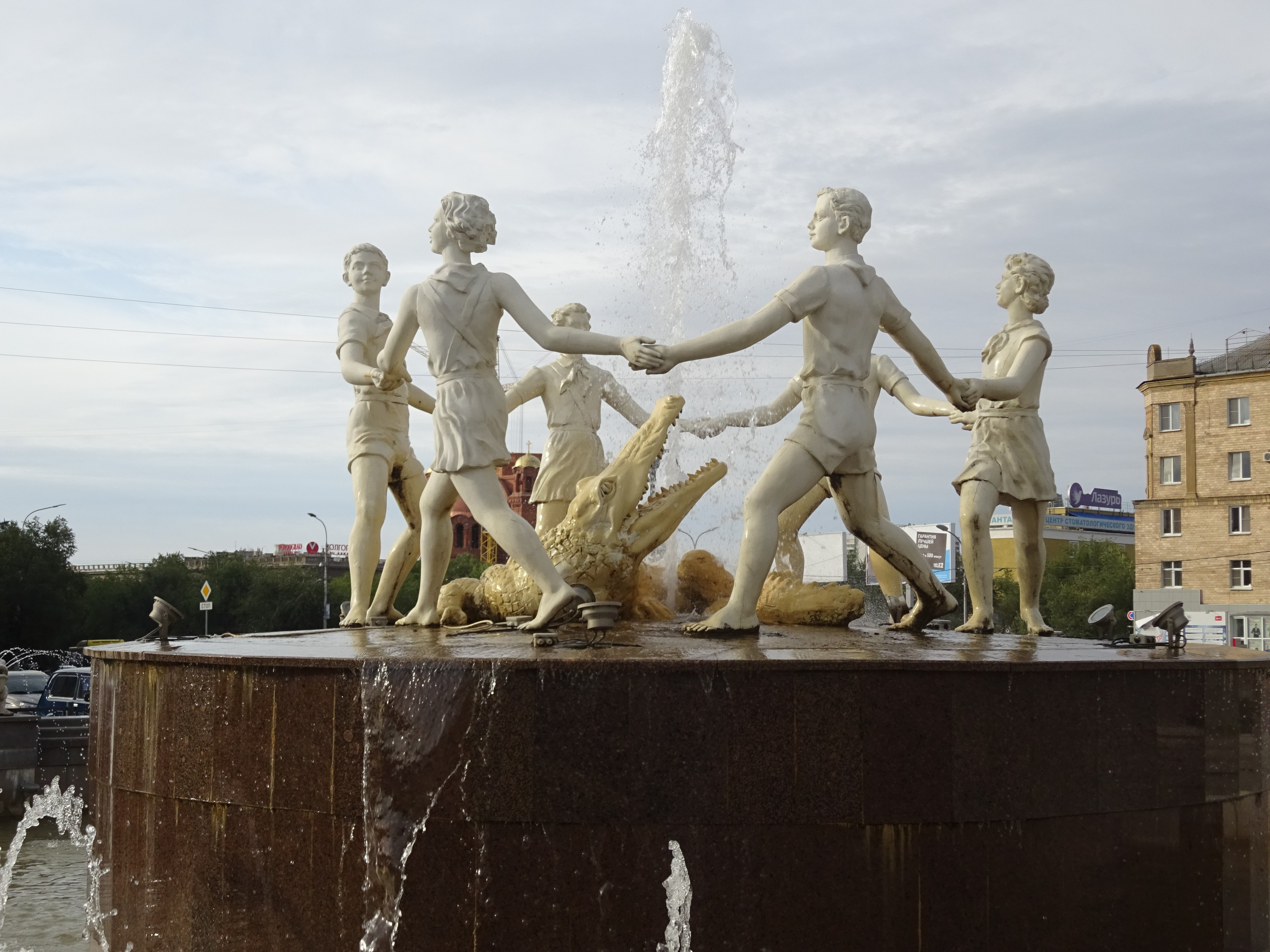
Barmalei-Brunnen, Bahnhofsplatz, Wolgograd

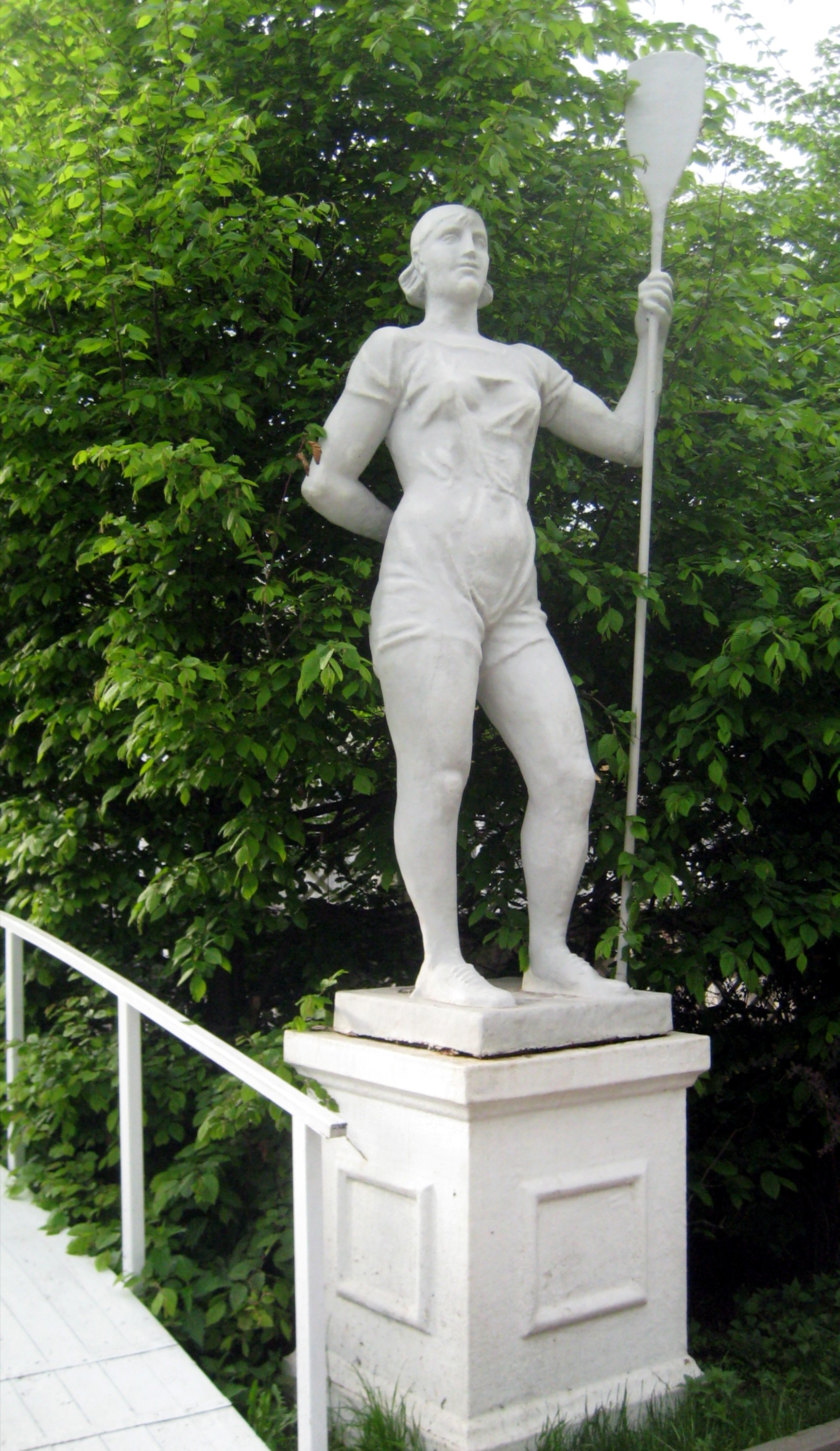
Iodkos Mädchen mit dem Ruder, Gorki-Park, Moskau

Die Skulpturen der Reigentanzgruppe des Barmalei-Brunnens nach K. I. Tschukowskis Erzählgedicht Barmalei, der auf dem Bahnhofsplatz in Stalingrad aufgebaut wurde und in dem englischen Iodko-Artikel Iodko zugeschrieben wurde, gestaltete 1935 Olga Kudrjawzewa. Der Brunnen wurde berühmt, als der Fotograf Emmanuil Jewserichin im Deutsch-Sowjetischen Krieg zu Beginn der Schlacht von Stalingrad nach dem Luftangriff der Luftwaffe der Wehrmacht am 23. August 1942 die Fotos vom unzerstörten Brunnen in der zerstörten Stadt veröffentlichte. Der Brunnen wurde 1945 restauriert, 1951 demontiert und 2013 von Iodkos Schüler Alexander Burganow rekonstruiert. Der Brunnen war das Muster für viele ähnliche Brunnen in anderen Städten.
1935 schuf Iwan Schadr die Skulptur des (unbekleideten) Mädchens mit dem Ruder für den Gorki-Park. Iodko schuf 1935 und 1936 unterschiedliche Versionen des (bekleideten) Mädchens mit dem Ruder, dessen Kopien an vielen Orten aufgestellt wurden.
1937 wurde Iodko Vorsitzender der Bildhauerei-Sektion der Moskauer Union der Künstler (MOSSCh). Im selben Jahr lernte er die 20-jährige Gesangstudentin der Mersljakowskoje-Musikschule des Konservatoriums Walentina Krylowa kennen, die nun seine Muse wurde. 1938–1939 war er Mitglied der Ankaufkommission der Tretjakow-Galerie. 1939–1940 war er Geschäftsführungsmitglied der Bildhauerei-Sektion der MOSSCh. Am 19. April 1941 wurde er durch Beschluss der Obersten Attestierungskommission zum Professor des Lehrstuhls für Bildhauerei ernannt.
Während des Deutsch-Sowjetischen Kriegs blieb Iodko mit 17 Professoren des Instituts, darunter Alexander Osmjorkin und Dmitri Motschalski mit 47 Studenten in Moskau. Für die Gestaltung von Plakaten, Urkunden usw. wurden Brigaden gegründet, die von Iodko, D. Moor und Alexander Alexandrowitsch Deineka geleitet wurden. Iodko war Berater beim Stab der Flugabwehr und beteiligte sich an der Erstellung eines Tarnungsplans zum Schutz des historischen Zentrums Moskaus. Er lehrte weiter am Moskauer Kunstinstitut und am Moskauer Institut für angewandte und dekorative Kunst und war 1945–1946 Rektor des Moskauer Kunstinstituts.
Infolge der von Jewgeni Wutschetitsch, Sair Asgur und anderen initiierten Antiformalismus-Kampagne wurden aufgrund des Prikas Nr. 45 der Akademie der Künste der UdSSR vom 30. August 1948, unterschrieben vom Vizepräsidenten Matwei Maniser, die Professoren Alexander Matwejew, Alexander Osmjorkin, Iodko und viele weitere Professoren und Dozenten wegen Formalismus aus dem Kunstinstitut entlassen. Ebenso wurde Iodko aus dem von Alexander Deineka geleiteten Institut für angewandte und dekorative Kunst entlassen. Damit waren Konkurrenten bei den Wettbewerben für neue Staatsaufträge ausgeschlossen. Auch seine Lehrberechtigung verlor Iodko.
1949 konnte Iodko von seinem damaligen Lehrer an der Stroganow-Kunst-Gewerbe-Schule Sergei Aljoschin, der inzwischen Direktor des Moskauer Instituts für angewandte und dekorative Kunst geworden war, wieder eingestellt werden, nachdem Wera Muchina, Igor Grabar und Sergei Merkurow ihm entlastende Zeugnisse ausgestellt und Matwei Maniser das Lehrverbot aufgehoben hatte. Im Herbst 1949 wurde Iodko Professor für Bildhauerei dieses Instituts. Am Ende des Jahres beteiligte er sich mit der Büste der Stachanowka Marija Agejewa an der Allrussischen Ausstellung.
Schüler Iodkos waren Lew Kerbel, Wladimir Zigal, Andrei Faidysch-Krandijewski, Anatoli Bitschukow, Iossif Koslowski u. a. Alexander Burganow war ein langjähriger Assistent Iodkos.
Zu seinem 70. Geburtstag erhielt Iodko Glückwünsche von Jekaterina Belaschowa, Boris Ioganson, Pawel Korin, Juri Pimenow, Nikolai Tomski, Wladimir Serow, Andrei Faidysch-Krandijewski, Lew Kerbel, Wladimir Zigal, Alexander Kibalnikow, Iossif Koslowski u. a. Bereits früher hatten Igor Grabar, Wera Muchina, Sergei Gerassimow, Sergei Merkurow, Fjodor Fedorowski ihre hohe Wertschätzung der Arbeit Iodkos ausgedrückt.
Iodko starb am 13. November 1974 in Moskau und wurde auf dem Wwedenskoje-Friedhof begraben.

## Ehrungen, Preise
- Medaille „Für heldenmütige Arbeit im Großen Vaterländischen Krieg 1941–1945“
- Medaille „Für die Verteidigung Moskaus“
- Aktivist der kommunistischen Arbeit (1965)
- Verdienter Kunstschaffender der RSFSR (1968)[1]
- Jubiläumsmedaille „Zum Gedenken an den 100. Geburtstag von Wladimir Iljitsch Lenin“